# Oldham-Kupplung

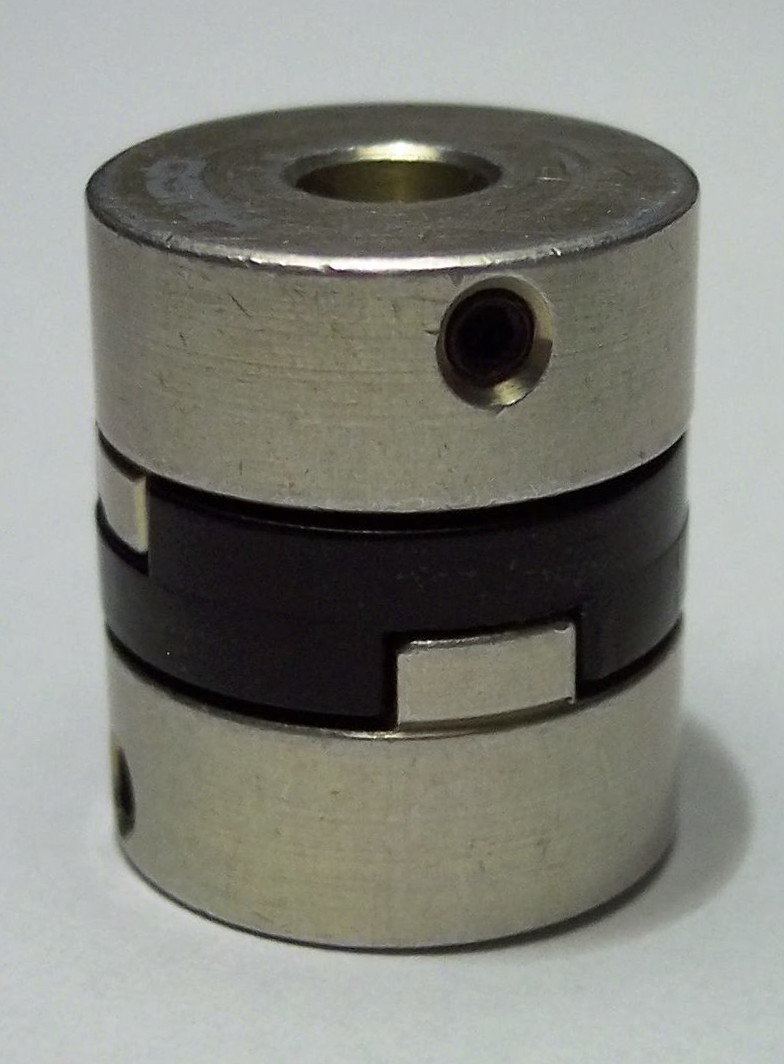
Oldham-Kupplung, zusammengesetzt

Die Oldham-Kupplung, im deutschen Sprachraum auch als Kreuzschlitz- oder Kreuzschieberkupplung bekannt, ist eine nicht schaltbare, drehstarre Kupplung, die einen Radialversatz zweier paralleler Wellen ausgleichen kann. Die Oldham-Kupplung ist nach ihrem Erfinder John Oldham benannt, der sie 1820 in Irland entwickelte.

## Aufbau und Funktionsweise

Veranschaulichung der Funktionsweise der Oldham-Kupplung

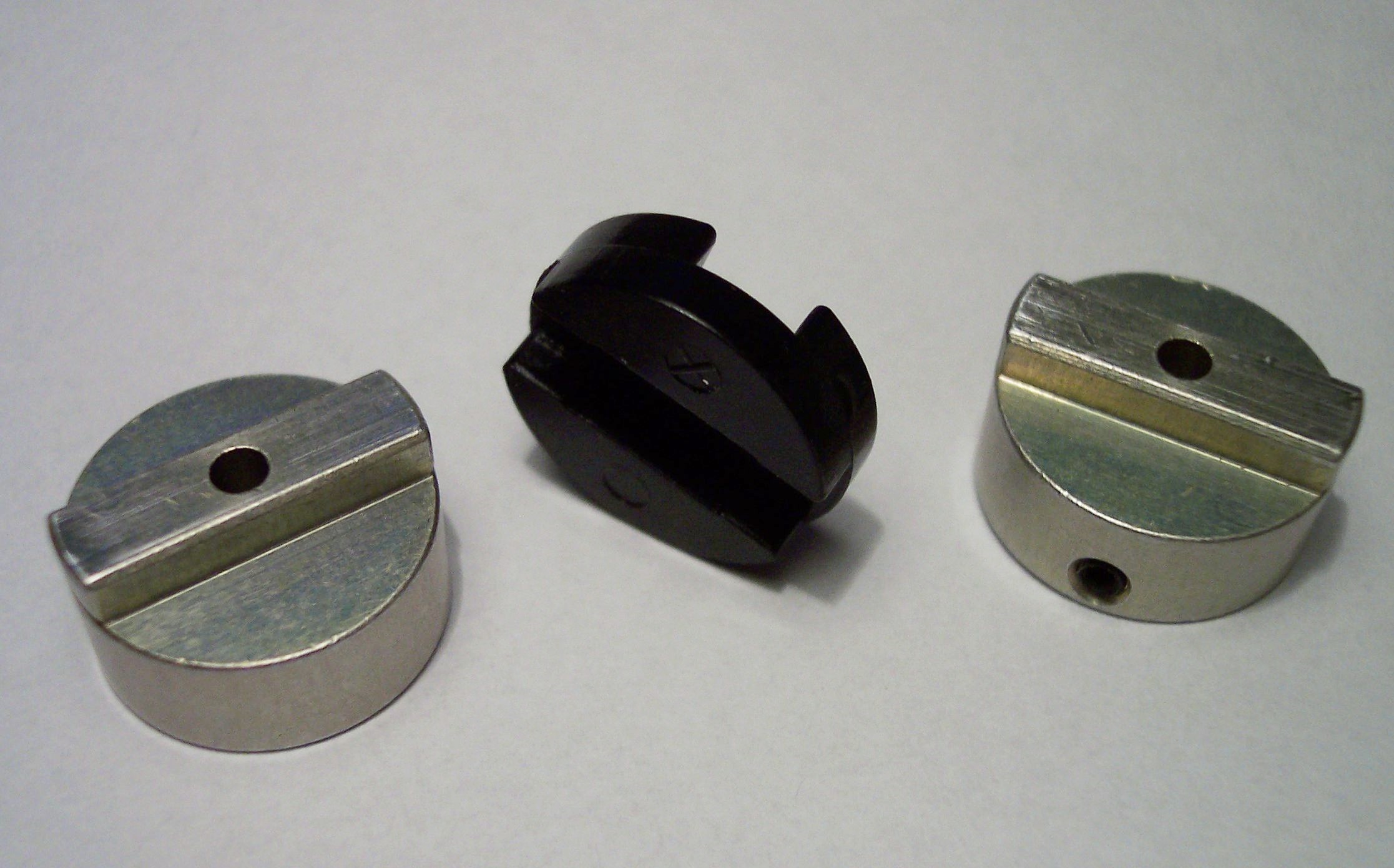
Oldham-Kupplung, auseinandergenommen

Die Oldham-Kupplung besteht aus drei Scheiben: zwei äußeren und einer dazwischen liegenden. Die äußeren Scheiben sind an den beiden zu verbindenden Wellen angebracht (Kupplungsnaben), und übertragen das Drehmoment zu/von ihnen z. B. über eine Klemmschrauben- oder eine Passfederverbindung. Mit der Zwischenscheibe bilden sie je ein Schubgelenk. Diese hat auf ihren Kreisflächen je eine mittige Leiste, die in je eine Nut der äußeren Scheiben in der Art einer axial beweglichen Nut-Feder-Verbindung eingreift. Die Leisten der Zwischenscheibe kreuzen sich rechtwinklig (Kreuzschieber).
Tritt zwischen den beiden Wellen Versatz in radialer Richtung auf, so nimmt die Zwischenscheibe eine von der Drehlage der Kupplung abhängige Stellung ein. In allgemeiner Drehlage hat eine Verschiebung in beiden Schubgelenken stattgefunden. Nur in den Vorzugsstellungen, in denen eins der beiden Schubgelenke in Richtung des Versatzes liegt, befindet sich das andere Schubgelenk in Mittelstellung. Die Drehübertragung ist winkeltreu.
Mit leicht ballig gemachten Seitenflächen der Schubgelenk-Leisten können auch leichter Winkelversatz sowie axialer Versatz ausgeglichen werden.
Vorteil der Oldham-Kupplung ist die einfache Montage durch Zusammenstecken der einzelnen Elemente. Ihr Nachteil ist die geringe Drehmoment-Belastbarkeit wegen des Verschleißes in den Schubgelenken. Der Kreuzschieber wird oft aus reibungsgünstigem Kunststoff gefertigt. Andererseits verschleißt dieser zuerst und kann leicht ausgewechselt werden. Die Verwendung von Kunststoff bewirkt auch eine elektrische Isolation zwischen den durch die Kupplung verbundenen Wellen. Die Außenteile bestehen i. d. R. aus Metall und sind langlebiger.